# Aldealgordo (Salamanca)
Aldealgordo fue un lugar español del municipio de San Pedro de Rozados, perteneciente a la provincia de Salamanca, ahora en la comunidad autónoma de Castilla y León. Hoy día está dividido entre las entidades de población de Aldealgordo de Arriba y Aldealgordo de Abajo.

## Toponimia
El lugar puede aparecer referido con las grafías de «Aldealgordo», «Aldea el Gordo», «Aldea del Gordo» y «Aldeal-gordo».

## Historia
Hacia mediados del siglo XIX, el lugar ya pertenecía a San Pedro de Rozados. Aparece descrito en el primer volumen del Diccionario geográfico-estadístico-histórico de España y sus posesiones de Ultramar de Pascual Madoz con las siguientes palabras:

ALDEA EL GORDO, ALDEA DEL GORDO, O ALDEAL-GORDO: l. agregado al ayunt. y parr. de San Pedro de Rozados (V.), en la prov., part. jud. y dióc. de Salamanca (4 leg.): sit. al SE. de la cap. no lejos de donde tienen su curso las primeras aguas del r. Valmuza. Se estiende su térm., que sirve de invernadero de ganados, 1/2 leg. de E. á O., 1/2 de N. á S. y 2 de circunferencia; lindando por E. con San Pedro de Rozados, O. con Beconuño, N. con Torre de Juan Vazquez, y S. con el desp. de Zempron: comprende 1,715 huebras de tierra de 1.ª, 2.ª y 3.ª calidad, de las cuales 1 1/2, que á veces se siembra de lino, se riega con el agua de una fuente; las demas son de secano, y entre ellas hay 300 huebras de prados y valles de mediana calidad, 200 de monte de encina y carrasco, cuyo suelo da tambien pasto, y una gran porcion de tierra forana. Está en planta el sistema de barbechar.: prod.: trigo, cebada, centeno, pastos, legumbres, bellota (si no la destruye la langosta), y ganados, especial mente lanar fino y cerdoso: el arbolado permite carboneo cada diez años: pobl.: 27,635: ha pagado por la contr. general del clero 308 rs.; por paja y utensilios 292; por rent. provinciales 271; y 60 de caminos, diputacion prov. y presos pobres. La propiedad de este l. pertenece á los mayorazgos de Almarza.
(Madoz, 1845, p. 496)

Lo que fue el antiguo lugar está dividido en la actualidad entre las entidades de población de Aldealgordo de Abajo y Aldealgordo de Arriba, con tres y cero habitantes, respectivamente.